# Notts County Football Club 2014-2015
Questa voce raccoglie le informazioni riguardanti il Notts County Football Club nelle competizioni ufficiali della stagione 2014-2015.

## Maglie e sponsor
| Casa | Trasferta |

## Rosa
| N. |                         | Ruolo | Calciatore         |
| -- | ----------------------- | ----- | ------------------ |
| 1  | Polonia (bandiera)      | P     | Bartosz Białkowski |
| 2  | Sierra Leone (bandiera) | D     | Mustapha Dumbuya   |
| 3  | Irlanda (bandiera)      | D     | Alan Sheehan       |
| 4  | Inghilterra (bandiera)  | C     | Gary Liddle        |
| 5  | Inghilterra (bandiera)  | D     | Emmannuele Smith   |
| 6  | Inghilterra (bandiera)  | D     | Dean Leacock       |
| 7  | Irlanda (bandiera)      | C     | Jack Grealish      |
| 8  | Inghilterra (bandiera)  | C     | Callum McGregor    |
| 9  | Nigeria (bandiera)      | A     | Enoch Showunmi     |
| 10 | Inghilterra (bandiera)  | A     | Danny Haynes       |
| 11 | Irlanda (bandiera)      | C     | David Anthony Bell |
| 12 | Canada (bandiera)       | A     | Markus Haber       |
| 14 | Inghilterra (bandiera)  | C     | Adam Coombes       |
| 15 | Francia (bandiera)      | A     | Yoann Arquin       |
| 16 | Inghilterra (bandiera)  | C     | Joss Labadie       |
| 17 | Inghilterra (bandiera)  | A     | Tyrell Waite       |

| N. |                              | Ruolo | Calciatore            |
| -- | ---------------------------- | ----- | --------------------- |
| 18 | Inghilterra (bandiera)       | C     | Andy Haworth          |
| 19 | Irlanda (bandiera)           | A     | Ronan Murray          |
| 20 | Giamaica (bandiera)          | C     | Jamal Campbell-Ryce   |
| 21 | Inghilterra (bandiera)       | C     | Curtis Thompson       |
| 22 | Scozia (bandiera)            | C     | Mark Fotheringham     |
| 23 | Germania (bandiera)          | P     | Fabian Speiss         |
| 25 | Inghilterra (bandiera)       | C     | Greg Tempest          |
| 26 | Inghilterra (bandiera)       | D     | Hayden Hollis         |
| 28 | Trinidad e Tobago (bandiera) | C     | Andre Boucaud         |
| 29 | Inghilterra (bandiera)       | D     | Callum Bennett        |
| 30 | Scozia (bandiera)            | C     | Malcolm Melvin        |
| 31 | Inghilterra (bandiera)       | C     | Romello Nangle        |
| 32 | Inghilterra (bandiera)       | C     | Kyle Dixon            |
| 33 | Inghilterra (bandiera)       | A     | Malachi Lavelle-Moore |
| 34 | Galles (bandiera)            | D     | Jordan Holt           |
|    | Francia (bandiera)           | A     | Jeremy Balmy          |

## Risultati

### Football League One
| Arbitro: | Webb |

|            |           |             |
| Garner 89’ | Marcatori | 52’ Cassidy |

| Arbitro: | Heywood |

|  |           |             |
|  | Marcatori | 45’ Proctor |

| Arbitro: | Eltringham |

|                     |           |           |
| Murray 6’ Noble 71’ | Marcatori | 69’ Sears |

| Arbitro: | Mark Brown |

|  |           |                     |
|  | Marcatori | 11’ Jones 87’ Noble |

| Arbitro: | Whitestone |

|            |           |                                            |
| Ismail 13’ | Marcatori | 60’ Wilbraham 90+5’ (rig.) Emmanuel-Thomas |

| Arbitro: | Hill |

|  |           |                                  |
|  | Marcatori | 44’, 62’ Cassidy 52’ (aut.) Tate |

| Peterborough 13 settembre 2014, ore 15:00 7ª giornata | Peterborough Utd | 0 – 0 referto | Notts County | London Road Stadium (6.567 spett.)\| Arbitro: \| Harrington \| |
| Arbitro:                                              | Harrington       |               |              |                                                                |

| Arbitro: | Sutton |

|                   |           |                    |
| Ismail 25’ (rig.) | Marcatori | 51’ (rig.) Dagnall |

| Nottingham 20 settembre 2014, ore 15:00 9ª giornata | Notts County | 0 – 0 referto | Oldham Athletic | Meadow Lane (5.109 spett.)\| Arbitro: \| Malone \| |
| Arbitro:                                            | Malone       |               |                 |                                                    |

| Arbitro: | Woolmer |

|                 |           |           |
| Margreitter 62’ | Marcatori | 15’ Adams |

| Arbitro: | Scott |

|            |           |  |
| Harrad 35’ | Marcatori |  |

| Doncaster 20 gennaio 2015, ore 19:45 GMT 12ª giornata | Doncaster | 0 – 0 referto | Notts County | Keepmoat Stadium (5.547 spett.)\| Arbitro: \| Clark \| |
| Arbitro:                                              | Clark     |               |              |                                                        |

| Arbitro: | Bankes |

|                                            |           |                                     |
| Thompson 9’, 37’, 63’ Ismail 18’ Jones 80’ | Marcatori | 50’ Edwards 55’ Harrold 84’ Elliott |

| Arbitro: | Stockbridge |

|                       |           |                                |
| Cole 8’ Hourihane 12’ | Marcatori | 20’ Thompson 62’, 71’ Petrasso |

| Arbitro: | Miller |

|  |           |                   |
|  | Marcatori | 89’ (rig.) Ismail |

| Arbitro: | Hooper |

|              |           |                                      |
| Thompson 31’ | Marcatori | 16’ (aut.) Jones 64’ (rig.) Bradshaw |

| Arbitro: | Bull |

|  |           |              |
|  | Marcatori | 72’ Thompson |

| Arbitro: | Attwell |

|              |           |                 |
| Petrasso 63’ | Marcatori | 84’, 88’ Clarke |

| Arbitro: | Madley |

|            |           |             |
| Murphy 76’ | Marcatori | 31’ Edwards |

| Arbitro: | Deadman |

|  |           |                             |
|  | Marcatori | 6’, 54’ Williams 59’ Luongo |

| Arbitro: | Mathieson |

|                            |           |                            |
| Vincenti 64’ Henderson 46’ | Marcatori | 42’ Edwards 90+5’ Thompson |

| Arbitro: | Madley |

|  |           |            |
|  | Marcatori | 31’ Powell |

| Arbitro: | Bond |

|           |           |  |
| Knott 41’ | Marcatori |  |

| Arbitro: | Bond |

|           |           |                     |
| Noble 35’ | Marcatori | 16’ Murphy 75’ Done |

| Arbitro: | Hooper |

|                                                     |           |  |
| Bryan 8’ Smith 43’ Emmanuel-Thomas 62’ Williams 84’ | Marcatori |  |

| Arbitro: | Williamson |

|                                |           |          |
| Noble 45+5’ (rig.) Daniels 86’ | Marcatori | 47’ Ness |

| Arbitro: | Scott |

|              |           |                          |
| Thompson 41’ | Marcatori | 13’ Maddison 62’ Burgess |

| Arbitro: | Bankes |

|                                        |           |  |
| Elokobi 30’ Morgan-Smith 32’ Forte 73’ | Marcatori |  |

| Arbitro: | Stroud |

|  |           |            |
|  | Marcatori | 67’ Lavery |

| Arbitro: | Linington |

|  |           |            |
|  | Marcatori | 20’ Bajner |

| Arbitro: | Boyeson |

|             |           |                              |
| Spencer 72’ | Marcatori | 23’, 85’ Beckford 31’ Garner |

| Arbitro: | Webb |

|                        |           |              |
| McAlinden 25’ Ball 62’ | Marcatori | 11’ Thompson |

| Arbitro: | Drysdale |

|  |           |             |
|  | Marcatori | 7’ Marshall |

| Arbitro: | Berry |

|  |           |             |
|  | Marcatori | 68’ McCourt |

| Arbitro: | Ward |

|                                           |           |  |
| Swift 58’ Williams 64’ (rig.) Toffolo 89’ | Marcatori |  |

| Arbitro: | Collins |

|                    |           |  |
| Youga 14’ Ward 16’ | Marcatori |  |

| Arbitro: | Johnson |

|                       |           |                    |
| Thompson 8’ Noble 60’ | Marcatori | 90+5’ (rig.) Tyson |

| Arbitro: | Attwell |

|                                       |           |           |
| Egan 88’ Dickenson 90+3’ Norris 90+5’ | Marcatori | 61’ Burke |